# Championnat du Groenland de football
Le championnat du Groenland de football ou GBU Championship est une compétition de football organisée par la Fédération du Groenland de football, ouverte aux clubs qui lui sont affiliés.

## Histoire
Le championnat a été créé en 1954. Depuis 1971 il est passé sous l'égide de la Fédération du Groenland de football.
Les conditions climatiques n'étant pas propice au pelouse naturelles, la fédération de football danoise aide sa petite sœur groenlandaise à développer des terrains synthétiques depuis 2015.
En 2020, le championnat est annulé en raison de la pandémie de Covid-19.

## Format
Toutes les villes de l'ile n'étant pas reliées par la route, le championnat du Groenland est organisé selon un format unique.
Le championnat commence par des phases qualificatives régionales avec une quarantaine de clubs. Les 8 meilleures équipes sont ensuite qualifiées pour le tournoi en lui-même. Il a lieu sur une semaine au mois d'août, durant la seul semaine de l'année ou il ne gèle pas ou peu et dans un seul stade, qui peut varier d'année en année.
Les équipes s'affrontent toutes afin d'établir un classement avant que les deux premiers de cette poules unique ne s'affronte en finale pour remporter le titre.
Il n'est cependant pas rare que le tournoi ne se déroule à moins que 8, certaines équipes n'ayant pas les moyens de se rendre sur les lieux du tournoi. En 2023, la poule était par exemple composée d'uniquement 6 équipes.

## Palmarès[5]

### GIF Championship
| Saison    | Champion                           |
| --------- | ---------------------------------- |
| 1954-1955 | NÛK IL, Nuuk (1)                   |
|           | Pas de championnat en 1956 et 1957 |
| 1958      | GSS, Nuuk (1)                      |
| 1959-1960 | Nanok IL, Qullissat (1)            |
| 1963-1964 | K-33, Qaqortoq (1)                 |
| 1966-1967 | K-33, Qaqortoq (2)                 |
| 1967-1968 | T-41, Aasiaat (1)                  |
| 1969      | K-33, Qaqortoq (3)                 |
| 1970      | T-41, Aasiaat (2)                  |

### GBU Championship
| Saison | Champion                   |
| ------ | -------------------------- |
| 1971   | T-41, Aasiaat (1)          |
| 1972   | GSS, Nuuk (1)              |
| 1973   | GSS, Nuuk (2)              |
| 1974   | SAK, Sisimiut (1)          |
| 1975   | GSS, Nuuk (3)              |
| 1976   | GSS, Nuuk (4)              |
| 1977   | N-48, Ilulissat (1)        |
| 1978   | N-48, Ilulissat (2)        |
| 1979   | CIF-70, Qasigiannguit (1)  |
| 1980   | N-48, Ilulissat (3)        |
| 1981   | NÛK IL, Nuuk (1)           |
| 1982   | N-48, Ilulissat (4)        |
| 1983   | N-48, Ilulissat (5)        |
| 1984   | N-48, Ilulissat (6)        |
| 1985   | NÛK IL, Nuuk (2)           |
| 1986   | NÛK IL, Nuuk (3)           |
| 1987   | K-33, Qaqortoq (1)         |
| 1988   | K-33, Qaqortoq (2)         |
| 1989   | Kâgssagssuk, Maniitsoq (1) |
| 1990   | NÛK IL, Nuuk (4)           |
| 1991   | K-33, Qaqortoq (3)         |
| 1992   | Aqigssiaq, Maniitsoq (1)   |
| 1993   | B-67, Nuuk (1)             |
| 1994   | B-67, Nuuk (2)             |
| 1995   | K-45, Qasigiannguit (1)    |
| 1996   | B-67, Nuuk (3)             |
| 1997   | NÛK IL, Nuuk (5)           |
| 1998   | K-33, Qaqortoq (4)         |
| 1999   | B-67, Nuuk (4)             |
| 2000   | N-48, Ilulissat (7)        |
| 2001   | N-48, Ilulissat (8)        |
| 2002   | K-45, Qasigiannguit (2)    |
| 2003   | K-33, Qaqortoq (5)         |
| 2004   | FC Malamuk, Uummannaq (1)  |
| 2005   | B-67, Nuuk (5)             |
| 2006   | N-48, Ilulissat (9)        |
| 2007   | N-48, Ilulissat (10)       |
| 2008   | B-67, Nuuk (6)             |
| 2009   | G-44, Qeqertarsuaq (1)     |
| 2010   | B-67, Nuuk (7)             |
| 2011   | G-44, Qeqertarsuaq (2)     |
| 2012   | B-67, Nuuk (8)             |
| 2013   | B-67, Nuuk (9)             |
| 2014   | B-67, Nuuk (10)            |
| 2015   | B-67, Nuuk (11)            |
| 2016   | B-67, Nuuk (12)            |
| 2017   | IT-79, Nuuk (1)            |
| 2018   | B-67, Nuuk (13)            |
| 2019   | N-48, Ilulissat (11)       |
| 2020   | Pas de championnat         |
| 2021   | Pas de championnat         |
| 2022   | N-48, Ilulissat (12)       |
| 2023   | B-67, Nuuk (14)            |

## Titres par clubs

### GIF Championship
| Rang | Clubs               | Titre(s) |
| ---- | ------------------- | -------- |
| 1    | K-33, Qaqortoq      | 3        |
| 2    | T-41, Aasiaat       | 2        |
| 3    | NÛK IL, Nuuk        | 1        |
| 3    | GSS, Nuuk           | 1        |
| 3    | Nanok IL, Qullissat | 1        |

### GBU Championship
| Rang | Clubs                  | Titre(s) |
| ---- | ---------------------- | -------- |
| 1    | B-67, Nuuk             | 14       |
| 2    | N-48, Ilulissat        | 12       |
| 3    | NÛK IL, Nuuk           | 5        |
| 3    | K-33, Qaqortoq         | 5        |
| 4    | GSS, Nuuk              | 4        |
| 5    | G-44, Qeqertarsuaq     | 2        |
| 5    | K-45, Qasigiannguit    | 2        |
| 6    | Kâgssagssuk, Maniitsoq | 1        |
| 6    | FC Malamuk, Uummannaq  | 1        |
| 6    | Aqigssiaq, Maniitsoq   | 1        |
| 6    | SAK, Sisimiut          | 1        |
| 6    | T-41, Aasiaat          | 1        |
| 6    | CIF-70, Qasigiannguit  | 1        |
| 6    | IT-79, Nuuk            | 1        |